# Diplocephalus pavesii
Diplocephalus pavesii là một loài nhện trong họ Linyphiidae.
Loài này thuộc chi Diplocephalus. Diplocephalus pavesii được Pesarini miêu tả năm 1996.